# هیروشی میازاوا (بازیکن فوتبال)
هیروشی میازاوا (ژاپنی: 宮澤 浩؛ زادهٔ ۲۲ نوامبر ۱۹۷۰) یک بازیکن فوتبال اهل ژاپن است.
از باشگاه‌هایی که در آن بازی کرده‌است می‌توان به باشگاه فوتبال جف یونایتد چیبا، باشگاه فوتبال شونان بلمار و باشگاه فوتبال سانفریس هیروشیما اشاره کرد.